# Руски језик у Украјини
Руски језик је један од два најчешћа језика којима говори становништво Украјине. Током украјинског пописа становништва 2001. године, 29,6% учесника је навело руски као свој матерњи језик, укључујући 14,8% Украјинаца .
Руски језик не ужива статус државног језика Украјине, али је у периоду од 2012. године до 2018. године био службени језик у јужним и источним регионима земље. У друштву се стално воде расправе о статусу руског језика.

## Историја руског језика у Украјини

### Раздвајање руског и украјинског језика
Различите лингвистичке школе различито су тумачиле само порекло руског и украјинског језика. Најчешћа тачка гледишта у Русији је да су руски и украјински језик настали независно од заједничког староруског језика, а разлике у језики су настајале (према различитим изворима) у периоду од 9. до 13. века, а коначно формирање је дошло у 9. веку . Овог концепта се углавном држе савремени лингвисти, а неки спорови су само око питања у којој се стварној фази дивергенције дијалеката они могу сматрати засебним језицима. Али било је и екстремних гледишта, чији су говорници сматрали да је украјински језик у суштини руски, али загађен великим бројем полонизама (ову идеју је први формулисао Михаил Ломоносов у првој половини 18. века , иако неки научници ову тачку гледишта сматрају „шовинистичким“ ). Њихови противници су, напротив, тврдили да је украјински језик  староруски језик, који се користио као народни језик староруске државе, док је руски језик резултат контаминације украјинског турцизмима и позајмицама из црквенословенског језика.
Руски језик су говорили и писали значајни руски научници тадашњег времена као нпр. нобеловац, родом из Украјине, биолог Мечников, хирурзи Пирогов и Филатов, геолог Андрусов и многи други.
Додатни фактор који је допринео продубљивању језичких разлика био је политички распад Кијевске Русије. Постоји претпоставка да би, да се то није догодило, кијевски дијалекат, вероватно постао доминантан језик свих Источних Словена . Изолација староруских земаља нагло је порасла у 13. веку после монголске инвазије.

### 15-17. век
У 16. веку већи део територије савремене Украјине био је део Комонвелта, а великоруски језик се овде скоро и није користио: већинско становништво је говорило малоруским језиком, а администрација и градско становништво су користили још и пољски и западноруски. Алберт Кампензе, амбасадор папе Климента VII, који је посетио Велику кнежевину Литваније и Москву у периоду од 1523. до 1524. године, писао је Риму да се становници Русије, Литванци и Московљани, сматрају једним народом, јер „ говоре истим језиком и исповедају исту веру“ . Литвански писац из 16. века Михалон Литвин  жалио се на доминацију „московског језика“ у Литванији, а краљ Пољске и велики кнез Литваније Јан II Казимир је истакао да је главна претња за Комонвелт лежи у гравитацији становништва малоруских и белоруских земаља ка Москви, „повезаних с њима језиком и вером“ .
С друге стране, Слободска Украјина је крајем 15. - почетком 16. века припадала Великој московској кнежевини, а њено насељавање вршили су и досељеници који говоре украјински („Черкаси“) са територија под контролом Пољске (Комонвелт) и досељеника који говоре руски са територија Велике московске кнежевине . У почетку су се досељеници насељавали одвојено једни од других, често формирајући „упарена” села „Руска Лозоваја” и „Черкаска Лозоваја”, „Руски Тишки” и „Черкаски Тишки” и друга. 1599. године, указом Бориса Годунова, на реци Оскол је почела изградња тврђаве и првог града Слободске Украјине, Цареборисова.

#### Увођење великоруског језика у Украјини
Након уласка Запорошке војске у Руско царство, великоруски језик, који замењује пољски, постаје службени језик управе на земљама козака, док је већина становништва наставила је да користи малоруски језик у свакодневном животу .
Царска влада спроводила је мере, које су биле усмерене на интеграцију земаља и локалног становништва са Руским краљевством, претходницом Руског царства - укључујући предузимање корака у циљу обезбеђивања да руски језик постане доминантан језик у припојеној територије .
Другом малом руском колегијуму (под руководством Румјанцева-Задунајског) наређено је да уместо западноруског уведе великоруски језик као обавезан у школама и штампаним књигама. Године 1765. Кијево-могиљанска академија, једна од најутицајнијих образовних установа у источној Европи, прешла је на великоруски са латинског .
Петар Велики је 1720. године издао указ којим је захтевао да се литература издаје искључиво на великоруском језику. Године 1721. издат је додатни декрет којим се поново захтевају „исправке ради и договора са великоруским” издањима. Декрети су извршени буквално - на пример, 1724. године, архимандрит Кијевско-Печерске лавре је кажњен са веома великом сумом од 1000 рубаља за то време због објављивања књиге „не баш сличне великоруском језику“, а штампарија превезена са територије Украјине у Москву . Молбу Кијевско-печерске лавре 1769. године за дозволу штампања писма за „малоруско“ становништво на „западноруском“ писаном језику Свети синод је одбио .
До краја 18. века, последица ратова са Комонвелтом била је да је главни део савремене територије Украјине постао је део Русије (са изузетком Источне Галиције, Закарпатја и Северне Буковине), а као резултат ратова са Османским царством и његовим вазалом, Кримским канатом - Кримом, Северним Црним морем и Азовским морем, у којима скоро да није било словенског становништва. У последњој четвртини 18. века, присаједињење црноморских и доњецких степа Русији, започело је развој у селима и државни развој територија од стране Великоруса, досељеника из централних територија; основана је већина великих градова на југоистоку данашње Украјине: Запорожје (1770), Јекатеринослав (1776), Херсон и Маријупољ (1778), Севастопољ (1783), Симферопољ и Мелитопољ (1784), Николајев (1789), Одеса (1794), Луганск (1795). Због чињенице да је језик целокупне администрације био великоруски, настава у школама се одвијала на великоруском, а становништво градова је било мешовито, малоруски део градског становништва је брзо русификован .

### 1801-1917
У вези са мерама промоције руског језика, које је влада предузимала скоро 100 година, до почетка 19. века у Малој Русији се развила двојна ситуација: са једне стране, већина становништва је наставила да говори малоруским дијалетком, а с друге стране, народни језик је почео да се доживљава као „сељачки“ и неписмен, а образовни систем је преведен на руски. То је довело до тога да чак и у породици и комуникацији украјинска интелигенција није увек говорила украјински. Тек 1798. године објављено је прво дело на малоруском дијалекту - то је била "Енеида" Ивана Котљаревског. Ова књига је поново штампана још два пута у наредних 10 година .
У првим деценијама 19. века, у Западној Украјини, која је у то време под влашћу Аустроугарске, излазила су дела на украјинском језику настала на основу народних дијалеката. У то исто време, вође руског покрета у Галицији и Закарпатју пишу на сверуском (руском књижевном) језику – у Галицији је 1. употребио руски језик Зубрицки, 1. галицијско-руски историчар, који се сматра и првим украјинским историчарем из Галиције, а у Закарпатју – Духнович. Неке личности украјинскофилског покрета, а посебно они који су живели у западној Украјини, делили су званичну тачку гледишта, према којој је руски књижевни језик „општи руски“, „надплеменски“ језик, заједнички „малим“ Русима и „великим“ Русима, што је изазвало супротстављање Пољске и пољског језика .
Политика која је имала за циљ промовисање руског језика у Украјини, наставила се кроз 19. век и почетком 20. века све до Октобарске револуције 1917. и обнављања совјетске власти у Украјини . Године 1804, на основу Харковског колегијума чији су наставни кадар чинили професори Кијевско-Мохиљанске академије, створен је Харковски универзитет - први универзитет који говори руски језик у Украјини. Године 1833. у Кијеву је основан Универзитет Светог Владимира, а 1865. године Новоросијски универзитет у Одеси.
У школском образовању, где год је то било могуће, украјински језик је замењен руским. Чак и унутар Слободске Украјине, где је становништво било мешано, руски званичници су морали да предузму посебне мере да уклоне украјински језик из образовног система и замене га руским.
Додатни страхови царске власти изазвали су жељу украјинског становништва за независношћу. Ова осећања била су карактеристична и за Украјинце у суседној Аустроугарској  . Осим тога, међу украјинофилима, незадовољнима садашњим стањем, крајем 19. века расла су социјалистичка осећања. Забринут због покушаја превођења Новог завета на украјински, министар унутрашњих послова П. Валујев је наредио свим цензурним одборима да обуставе издавање верске, научнопопуларне литературе и уџбеника на „малоруском“ језику . Дозвољено је објављивање само дела „лепе књижевности” . У вези са забраном објављивања литературе на украјинском језику у Украјини, из Аустроугарске је почела да се увози литература на украјинском језику, укључујући и сепаратистички садржај. Руска влада је реаговала на ово, па је 1876. године цар Александар II потписао Емски указ, којим је забрањен увоз у руско царство без посебне дозволе „било каквих књига и памфлета објављених у иностранству на малоруском дијалекту“. До краја 19. века цензура издања на украјинском језику је ослабила .
Прва периодична издања и библиотеке на територији савремене Украјине такође су биле фокусиране на руски језик: у Харкову 1811. излази лист „Недељник“, први у Харкову и Украјина, 1816. године – први часопис, а у Одеси 1830. године отворена је прва јавна библиотека (друга у Руском царству)  .
Статус руског језика у Украјини, као и других језика, регулисан је бројним законима и уредбама, међу којима се могу разликовати следеће одредбе Устава Украјине, које су норме директног деловања:

### Совјетски период
Ситуација са руским језиком у Украјини се променила доласком бољшевика на власт. Пре доласка на власт, у борби против царског режима Руске империје, бољшевици су прогласили принципе једнакости и слободног развитка свих националних мањина и народности Русије. Насупрот либералима, руски марксисти су се противили обавезном државном језику. Тако је Лењин приметио 1914. године.
По „лењинистичким заповестима”, државни језик није формално уведен у СССР до 1990. године.
Након Октобарске револуције, на 2. конгресу Савета, усвојена је Декларација о правима народа Русије, која је прогласила „укидање свих националних и национално-верских привилегија и ограничења“ и „слободно развијање националне мањине и етнографске групе које насељавају територију Русије“ .
Током периода украјинске државе, између лидера Централне раде склоњене са власти и бољшевичке владе коју је представљао Раковски и Д. Мануиљски су вођени тајни преговори у Кијеву  . Владимир Вињиченко пристао је на советску власт у Украјини, под условом да му је дата потпуна слобода у питању украјинизације.

#### Украинизација 1920-их
Након 9. конгреса РКП (б) који се одржао 1923. године и осудио „ великодржавни шовинизам“ руске империје, почела је политичка кампања за индигенизацију - замену руског језика локалним националним језицима у администрацији, образовању и култури. У Украјини је ова кампања имала облик украјинизације. Кампања је имала за циљ „јачање интегритета“ СССР-а, створеног 1922. године, да обезбеди подршку Комунистичке партије у народу Украјине, да придобије подршку националног покрета у Украјини, који је протестовао против империјалне политике Русију, и да све то усмери у комунистички канал. Процес украјинизације је настављен све до 1938. године.
Они који су се противили украјинизацији кажу да методе које су се користиле приликом њеног спровођења су биле грубе и недовољно промишљене, што је одбијало русификоване представнике становништва од украјинског језика . Године 1930. у Украјини су остале само 3 велике новине на руском - у Одеси, Доњецку и Маријупољу. Међутим, укупан тираж новина на руском језику износио је 31,8% укупног украјинског тиража. У Одеси  и Маријупољу све средње школе су украјинизоване.

#### Повратак на Русификацију
Почетком 1930-их година, Лењинова национална политика замењена је Стаљиновом, а украјинизација је брзо уступила место русификацији. Већина представника украјинске интелигенције, који су били активни учесници у украјинизацији 1920-их, били су потиснути 1930-их због „буржоаског национализма“ или „националистичке пристрасности“ . Украјински историчари период украјинизације 1920-их оцењују као планирану провокацију усмерену на ширење руског језика у Украјини . У исто време, многи украјински писци и песници су били репресирани, што је задало велики ударац украјинској књижевности и очистило одскочну даску за даљу русификацију књижевности на територији Украјине .
Године 1938. руски језик је уведен као обавезан наставни предмет у школе, а у Кијеву је почиње да се објављује први свеукрајински лист на руском језику Правда Украјине.
Русификација је утицала и на књижевност, доста књига на украјинском језику било је забрањено и повучене из библиотека, укључујући Илустровану историју Украјине Грушевског, драме Кулиш и бајке браће Грим на украјинском  .
Даље ширење руског језика у Украјини било је везано не само са политиком русификације, већ и са процесима индустријализације и урбанизације украјинског друштва у 20. веку и са тим у вези учесталошћу међунационалних односа, посебно народа, који су блиски по култури и језику, као што су Руси и Украјинци . 87% Руса у Украјини живело је у градовима где су међуетнички контакти интензивни. Према попису из 1989. године, око 20% породица у Украјини су мешовити бракови, углавном украјинско-руских . Истраживање руског становништва Украјине у августу 1991. показало је да блиски рођаци украјинске националности имају 73% испитаника на истоку Украјине, 62% у централним и јужним регионима, 53% на Криму, 52% у Буковини, 45% испитаника. испитаника у Галицији .
У совјетско време руски писци Њекрасов, Тарковски и многи руски глумци (укључујући С. Бондарчук, Л. Гурченко, Г. Куценко). Филмови су снимани на руском језику у највећим филмским студијима Украјинске ССР - Одеса и Довженко; филмове на руском језику снимили су редитељи као Р. Баљан, К. Муратова. Међу најпознатијим филмовима снимљеним у Украјини на руском језику: " Пролеће у улици Заречнаја ", " Краљица бензинске пумпе ", " Место састанка се не може променити ", " Авантуре електронике " и многи други .

## Тренутно стање
Од 1991. године, влада Украјине предузима кораке да створи окружење у којем се говори украјински у својој држави, посебно у централним, источним и јужним регионима . Као други украјински председник Л. Кучма, „Украјина је држава која је принуђена да се поново ствара. Један од најважнијих параметара овога је државни језик“, „Украјинизација је обнова правде“  . Влада Украјине спровела је програме превођења вртића, школа и установа на украјински наставни језик, као и мере које се односе на превод медија на украјински . Ове мере су схваћене двојако: део становништва је веровао да је реч о разумном скупу мера које имају за циљ обнављање украјинског говорног подручја и лингвистичке правде; други део становништва је ове мере сматра нападом на њихов матерњи руски језик. Део друштва се плашио украјинизације, а други део друштва је бранио дерусизацију, осим тога, постоји теорија о нераскидивом преплитању две културе .
Напори украјинске владе донели су мало резултата, тако да се ширење руског језика у Украјини током првих 10-15 година њене независности, према неким изворима, није смањило, неки кажу, чак и повећао. Године 1989. у Украјини 80% од укупног броја продатих књига биле су књиге на руском језику , а 2004. године, без уџбеника, ова цифра је износила 95% . Збирке библиотека у Украјини за 60% се састојале од литературе на руском језику . У регионима Украјине где се русификација приближила 100%, опоравка украјинске средине није било. Нпр, у Доњецкој области, где је последња украјинска школа затворена 1989. године , 2003. године само 4% ученика је учило на украјинском , а 96% на руском језику. Само 2% филмова, који су објављени у Украјини 2004. било је на украјинском . С друге стране, у области образовања постојали су трендови ка смањењу наставе на руском језику. На пример, број вртића са руским наставним језиком смањен је до 2001. године на 22%, број школа на 29%, а број ученика који уче на руском језику на 22% .
2004. године, у вези са променом председничке власти, интензивирали су се разговори о ширењу украјинског језика у свим сферама украјинског живота. Значајан део становништва (до 30%), који украјински сматра својим матерњим језиком, радије је користио руски. Неки истраживачи су дошли до закључка да у Украјини нису створени довољни услови за нормално функционисање украјинског језика, па се стога значајан број људи са матерњим украјинским језиком налази у окружењу у којем не могу да га користе ефективно .
Резултати пописа из 2001. године показали су да су грађани Украјине који говоре руским највећа језичка заједница у Европи, чији језик није признат као државни језик , и да представљају највећи руску говорну заједницу ван Руске Федерације . Према неким истраживачима, „резултати анкете показују да је Украјина заправо двојезична земља“ (на пример, студија Института за социологију Националне академије наука Украјине - ИС НАСУ  ).

### Законска регулатива статуса руског језика

#### Устав и пракса Уставног суда
Европска повеља о регионалним језицима потписана је у име Украјине 2. маја 1996. године. Закон о његовој ратификацији усвојила је Врховна Рада 24. децембра 1999. године. Према закону, одредбе Повеље требало је да се примењују на руски језик на територијама где Руси чине 20% становништва. Одлуком Уставног суда Украјине од 12. јула 2000. закон је постао неважећи; формални разлог за његово укидање био је тај што је закон потписао председник Врховне раде А. Ткаченко, а не председник Украјине Л. Кучма. Нову верзију закона „О ратификацији Европске повеље о регионалним језицима“ усвојила је Врховна Рада, а потписао ју је председник Кучма 15. априла 2003. године. 
У Украјини се гарантује слободно развијање, употреба и потпуна заштита руског језика и других језика националних мањина.

 Држава промовише проучавање језика међународне комуникације.
Употреба језика у Украјини је загарантована Уставом Украјине и одређена је законом. (Устав Украјине, чл. 10)
Не смеју постојати привилегије или било каква ограничења на основу расе, боје коже, политичких, верских и других уверења, пола, етничког и социјалног порекла, имовинског статуса, језичке или неке друге основе. (Устав Украјине, чл. 24)

 Грађанима који припадају националним мањинама гарантује се право да студирају на свом матерњем језику или да изучавају свој матерњи језик у државним и општинским образовним установама или преко националних културних друштава (Устав Украјине, члан 53).
Уставни суд Украјине је 1999. године усвојио одлуку о тумачењу одредаба члана 10. Устава (бр. 10-рп/99), потврђујући право грађана да користе и изучавају језике националне мањине у образовном процесу у државним и комуналним образовним установама земље (став 2), као и право на вршење овлашћења локалних органа извршне власти и самоуправе заједно са државним украјинским, на руском и језицима остале националне мањине (тачка 1) . Уставни суд је 2004. године одлучио да не разматра предлог закона којим се уводи статус службеног језика за руски . Уставни суд је 2007. године усвојио одлуку о закону „О кинематографији“, по ком сви страни филмови морају бити приказани или са украјинском синхронизацијом или са украјинским титлом . У 2011. години Уставни суд је дозволио употребу у судовима регионалних и језика националних мањина, уз то и руски , заједно са државним језиком.

#### Декларација о правима националности
У 1991. години усвојена је Декларација о правима националности (Резолуција бр. 1771-7.)  у којој стоји: „Украјинска држава обезбеђује својим грађанима право да слободно користе руски језик. У регионима где компактно живи неколико националних група, уз државни украјински језик, може да функционише језик прихватљив за целокупно становништво тог подручја".

#### Закон о националним мањинама у Украјини
Председник Украјине Л. Кравчук је 25. јуна 1992. године потписао закон „О националним мањинама у Украјини“ (бр. 2494-12) . Након доношења Закона „О основама државне језичке политике“ 2012. године, сва језичка питања су избачена из регулисања овог закона и регулисана су чланом 11. Закона „О основама државне језичке политике“.

#### Закон о потврђивању Европске повеље о регионалним језицима
Новоизабрани председник Владимир Зеленски суздржано је реаговао на усвајање закона, напомињући да је последице ове одлуке „тешко предвидети данас“. Зеленски је обећао да ће пажљиво анализирати закон након ступања на дужност, „како би се уверио да се у њему поштују сва уставна права и интереси свих грађана Украјине“ .
Закон „О потврђивању Европске повеље о регионалним или мањинским језицима“ ступио је на снагу за Украјину 1. јануара 2006. године. Украјина је 2007. године поднела почетни извештај о примени Повеље , који је критикован у алтернативном извештају Украјинског удружења наставника руског језика и књижевности , као и у „Јавном извештају о Имплементација Повеље“, коју су припремили посланик Врховне раде В. Колесниченко и организација за људска права „Заједничка сврха“. Према Јавном извештају, након ратификације Повеље од стране Врховне Раде, „није усвојен ниједан законодавни акт који има за циљ спровођење одредби садржаних у Повељи.

#### Закон "О основама државне језичке политике"
Нацрт закона бр. 9073 „О основама државне језичке политике” која је израђена од стране посланика Врховне раде из фракције Партије региона В. Колесниченко и С. Кивалов, разматран је дана 23. маја 2012. у Комитету Врховне раде за питања културе и духовности .
Посланици Врховне раде су 2012. године усвојили овај предлог закона као основу, што је изазвало помешане реакције у разним медијима и међу политичарима и становништвом. Закон је усвојен у другом читању, а 31. јула га је потписао говорник В. Литвин и поднео председнику на потпис . 8. августа 2012. године закон је потписао председник Украјине В. Јанукович , који је објављен у званичном издању Врховне Раде – листу „Глас Украјине“ .
Овим законом уведен је концепт „регионалног језика“ – језика који се традиционално на одређеној територији државе користи од стране грађана ове државе, који чине групу мању од остатка становништва ове државе, и/или се разликују од службеног језика ове државе. Закон је прогласио да се, под условом да број лица - говорника регионалног језика који живе на територији распрострањености овог језика износи 10% становништва, уводи низ бенефита за овај регионални језик на овој територији: користи се на овој територији у раду органа локалне управе, органа Аутономне Републике Крим и органа локалне самоуправе, примењује се и проучава у државним и комуналним образовним институцијама, а користи се и у другим областима јавног живота. Овим законом је проглашена слободна употреба регионалних језика, уз државни језик, у областима као што су привредне и друштвене делатности предузећа, установа, организација, приватних предузетника, удружења грађана, образовања, науке, културе, информатике, медија и комуникације, оглашавања.
Као резултат усвајања закона, руски језик је почео да буде заштићен као регионални језик на тим територијама Украјине, где је број његових говорника према попису премашио 10% - у 13 од 27 административно-територијалних јединица првог нивоа.
По усвајању закона очекивало се да ће пример југоисточних региона Украјине, који су најавили признавање руског језика као регионалног на својој територији, следити и Аутономна Република Крим. Међутим, у марту 2013. године, председник Врховне Раде Аутономне Републике Крим Владимир Константинов је изјавио да се "државна језичка политика показала бескорисном за Крим". По његовим речима, након правног усаглашавања норми закона и устава Крима , показало се да Устав штити језике Крима, укључујући руски, јаче од усвојеног свеукрајинског језичког закона .
Дана 23. фебруара 2014. године, након промене власти у Украјини, Врховна рада је изгласала укидање закона  председника Украјине Олександар Турчинов је, међутим, рекао да неће потписати одлуку парламента о укидању закона о језичкој политици док Врховна рада не усвоји нови закон .
Покушај укидања закона изазвао је протесте у низу градова на југоистоку Украјине, а такође је допринео мобилизацији значајног броја руских становника Крима против нове украјинске власти . Ово последње је ишло у прилог Русији, значајно доприневши припајању Крима Руској Федерацији .
За израду новог закона, Врховна Рада је формирала комисију на челу са послаником Свободе Русланом Кошулинским; представници Партије региона и ЦПУ су касније напустили комисију и навели чињеницу да је њихово мишљење игнорисано, те рад комисије није донео резултате.
Уставни суд Украјине је 2015. године отворио поступак на предлог 57 народних посланика за усаглашеност „закона о језику“ са Уставом Украјине . Уставни суд је 2016. године почео да разматра предмет . Закон је 2018. године проглашен неуставним и постао је неважећи.

#### Председништво Петра Порошенка
Доласком на власт, Петро Порошенко је у француском листу Ле Фигаро рекао да је одлука Врховне Раде да руском језику одузме статус регионалног језика била грешка и да је током своје изборне кампање наглашавао такав закон никада неће добити његово одобрење. Но, законодавне иницијативе у језичкој сфери, усвојене за време Порошенковог председника, имале су за циљ избацивање руског језика.
У октобру 2014, током радног путовања у Лавов, Порошенко је рекао да је у Украјини потребно говорити о посебном статусу енглеског, а не руског: „Други језик, обавезан за учење у школама и на универзитетима, треба да буде искључиво енглески, а не руски.
Петро Порошенко је 2016. године 6. јулапотписао закон „О изменама и допунама закона Украјине у вези са уделом музичких дела на државном језику у програмима ТВ и радио организација“, којим су утврђене језичке квоте за радио емитовање, захтевало да се удео песама на украјинском језику повећати на 35% просечног дневног обима у року од три године емитовања, удео вести на украјинском језику је до 60%. Наредне године потписан је закон о језичким квотама на телевизији (бар 75% програма и филмова на украјинском за националне и регионалне компаније и 60% за локалне). До краја 2018. године, по извештају Националног савета за ТВ и радио-дифузију, проценат украјинског језика у етеру националних ТВ канала износио је у просеку 92%, у етару нац. радио станица - 86%. „Украјински ТВ садржај“ у етру националних ТВ канала износио је 79%, садржај земаља ЕУ, САД и Канаде – 14%, док је руски садржај смањен на историјски минимум од 7%.
У септембру 2017. године, Петро Порошенко је потписао закон „О образовању“ , којим је ефективно уведена забрана образовања у јавним образовним установама на било ком језику осим украјинског . Прелазак на наставу на украјинском језику требало би да буде у потпуности завршен до 1. септембра 2020. године. Лицима која припадају националним мањинама Украјине, закон предвиђа могућност стицања предшколског и основног образовања, уз државни језик, на језику националне мањине, међутим искључиво у приватним образовним установама, где се одвојена одељења могу креирати за ово .
Противници закона кажу да су ове одредбе у супротности са делом 3 чл.10 Устава Украјине, који каже да украјинска држава доприноси развоју како руског језика, тако и језика осталих националних мањина. Право на коришћење матерњег језика у свим сферама јавног живота, укључујући образовање, такође је загарантовано Декларацијом о правима народности Украјине. Нови закон је такође у супротности са законом „О потврђивању Европске повеље о регионалним или мањинским језицима“ из 2003. године .
Венецијанска комисија је истакла да се ради о дискриминацији „нарочито руског језика као најраширенијег недржавног језика“ .
Порошенко је 2018. године потписао указ о јачању статуса украјинског језика . У марту 2019, говорећи током предизборне кампање Порошенко је објавио да се Украјина ослободила вишегодишње „културне окупације“ Русије .
Врховна рада Украјине усвојила је 2019. године закон „О обезбеђивању функционисања украјинског језика као државног“, уз који је украјински одобрен као једини државни језик .
Закон уводи нове норме за употребу украјинског језика на телевизији, нпр. од 2020. године деца ће учити само у украјинским школама, дакле школе са руским и другим језицима од 1. септембра 2020. морају бити преведене на украјински језик. Закон предвиђа увођење места повереника за језик који ће обезбедити да украјински језик не буде дискриминисан .
Новоизабрани председник Владимир Зеленски суздржано је реаговао на усвајање закона, али је обећао да ће анализирати закон након ступања на дужност, „како би се уверио да се у њему поштују сва уставна права и интереси свих грађана Украјине“ .
Дана 15. маја 2019. године Порошенко је потписао закон о државном језику .

#### Председништво Владимира Зеленског
Упркос изјавама у вези са Законом „О обезбеђивању функционисања украјинског језика као државног“, ни Зеленски, ни Врховна рада Украјине нису предузели никакве кораке да уведу измене његових одредби.
Крајем октобра 2019. године у Украјини је почела са радом делегација Европске комисије за демократију кроз право (Венецијанска комисија), која треба да донесе мишљење о томе да ли закон о украјинском језику испуњава европске стандарде и да ли задире у права националног мањине. Заменик министра спољних послова Украјине Василиј Боднар је, образлажући званични став Кијева, јасно ставио до знања да је доношење закона о језику, који је изазвао помешане реакције у земљи и иностранству, последица безбедносних фактора од „наставка руске агресије“ .
У Украјини је 16. јануара 2021. године ступио на снагу закон о употреби државног (украјинског) језика у услужном сектору. Кориснички сервис на језику који није државни је могућ само на захтев клијента и уз обострану сагласност страна . За повреду овог поступка одржавања предвиђена је опомена и отклањање у року од 30 дана, за поновљени прекршај у року од годину дана - новчана казна .

### Распрострањеност руског језика у Украјини
При процени језичке ситуације у Украјини и распрострањености руског језика, користе се два критеријума. Попис становништва из 2001. године узео је у обзир одговоре на питање о матерњем језику, док се у многим социолошким истраживањима користе питања о језику који је најпогоднији за комуникацију или о језику комуникације унутар породице, те се подаци разликују у великој мери. По подацима пописа из 2001. године , 14,273 милиона грађана Украјине, или 29,6% становништва земље, навело је руски као матерњи језик. Од тога, етнички Руси чине 56%, док су остали представници других националности: 5545 хиљада Украјинаца, 172 хиљаде Белоруса, 86 хиљада Јевреја, 81 хиљада Грка, 62 хиљаде Бугара, 46 хиљада Молдаваца, 43 хиљаде Татара, 43 хиљаде Јермена, 22 хиљаде Пољака, 21 хиљада Немаца, 15 хиљада кримских Татара, као и представници других етничких група . С друге стране, по истраживању које је 2004. године спровео Кијевски међународни институт за социологију (КМИС), руски језик код куће користи око 43-46% становништва Украјине (дакле исто или нешто више него украјински језик). По овом истраживању КМИС-а, апсолутна већина становништва јужних и источних региона користи руски језик за комуникацију:
- Крим - 97% укупног становништва;
- Дњепропетровска област - 72%;
- Доњецка област [84] - 93%;
- Запорошка област - 81%;
- Луганска област [85] - 89%;
- Николајевска област - 66%;
- Одеска област - 85%;
- Харковска област - 74%.[тражи се извор]

По студији америчког Галуп института, спроведеној 2008. године, 83% анкетираних грађана радије користи руски језик за интервјуе са представницима института . Несклад између резултата истраживања о матерњем језику и језику свакодневне комуникације у великој мери је последица различитих тумачења појма „матерњи језик“, који многи испитаници тумаче не у лингвистичком смислу (1. функционални језик), већ као језик њихове националности .
По студији америчког Галуп института, спроведеној 2008. године, 83% анкетираних грађана радије користи руски језик за интервјуе са представницима института . Несклад између резултата истраживања о матерњем језику и језику свакодневне комуникације у великој мери је последица различитих тумачења појма „матерњи језик“, који многи испитаници тумаче не у лингвистичком смислу (1. функционални језик), већ као језик њихове националности .
По Фондацији јавног мњења (2002), у регионалним центрима Украјине 75% становништва пре комуницира на руском (а само 9% на украјинском); у сеоским областима 18% становника прича руски (украјински - 65%), непрекидне области руског језика у сеоским областима постоје на Криму, Донбасу, Слобожаншчини, на југу Одеске и Запорошке области, а острвски руски дијалекти су доступни у централним крајевима и у Буковини.
Велики број података о распрострањености руског језика у Украјини прикупљен је као резултат вишегодишњег мониторинга који проводи ИС НАНУ. Према тим подацима, руски језик матерњим "сматра" једна трећина становништва Украјине, што се од одговара подацима из 2001. године, а у породици користи, заједно са украјинским језиком, више од 60%. По резултатима ИС НАНУ из 2006. године, руски језик назвало је матерњим 38% становништва, који су се по месту рођења распрострањали на следећи начин: 71% се родило у Украјини, 21% у Украјини, а 7% у другим републикама СССР.
|             | 1994 | 1995 | 1996 | 1997 | 1998 | 1999 | 2000 | 2001 | 2002 | 2003 | 2004 | 2005 |
| руски језик | 34.7 | 37.8 | 36.1 | 35.1 | 36.5 | 36.1 | 35.1 | 38.1 | 34.5 | 38.1 | 35.7 | 34.1 |

|                    | 1994 | 1995 | 1996 | 1997 | 1998 | 1999 | 2000 | 2001 | 2002 | 2003 | 2004 | 2005 |
| углавном руски     | 32.4 | 32.8 | 33.1 | 34.5 | 33.4 | 33.6 | 36   | 36.7 | 33.2 | 36   | 34.3 | 36.4 |
| руски и украјински | 29.4 | 34.5 | 29.6 | 26.8 | 28.4 | 29   | 24.8 | 25.8 | 28   | 25.2 | 26.3 | 21.6 |

| употреба језика                 | украјински | руски | оба језика |
| ------------------------------- | ---------- | ----- | ---------- |
| разговор код куће               | 13%        | 61%   | 25%        |
| разговор са пријатељима у школи | 4%         | 65%   | 29%        |
| гледам телевизију               | 16%        | 26%   | 57%        |
| читам белетристику              | 12%        | 30%   | 57%        |

Осим тога, по тврдњама председника Кијевског међународног института социологије Валерије Хмељко, у украјинском друштву, постоји парадоксална ситуација где велики број људи назива украјински матерњим, а да разговара свакодневно на руском.
Руски језик се највише користи у источним и јужним регионима, где је чешћи од украјинског за 92% грађана , што се слаже са подацима пописа из 2001. године, по којем се 65,7% становништва Украјине изјаснило да су течно говорили руски језик .
Украјински политичар Колесниченко који се бави питањима заштите руског језика у Украјини, указивао је да о ширини распрострањености коришћења руског језика у Украјини показује и то што подаци о људима из Украјине који користе Википедију, где 70% корисника отвара странице на руском, а 13% на украјинском језику. Истраживања такође показују што на украјинским друштвеним мрежама 84% порука се објављује на руском језику.

### "Рускофона заједница"
Један од контроверзних аспеката ширења руског језика у Украјини је питање постојања „рускофоне заједнице“ у Украјини. Иако неки од истраживача поричу постојање такве заједнице, на основу етничких и културних разлика између различитих група руског говорног становништва Украјине , један број западних и руских политиколога такође говори о таквој заједници .

Нпр, питање идентитета руског говорног становништва Украјине развио је Национални институт за украјинско-руске односе (НИУРО), истакао је истраживач института, доктор историјских наука Виктор Городјаненко 1999. године.
Социокултурна заједница руског говорног подручја, коју карактерише неформални интегритет, делује као независни субјект друштвеног понашања. Основна обележја у овом случају су: етничка припадност (у Украјини живи око 8 милиона Руса (17,3% од укупног броја становника у 2001. години ), насељеност (живи компактно у индустријским градовима истока и југа земље); скоро стопостотно очување њиховог матерњег језика; стабилна повезаност Руса у Украјини са „матичном државом", упркос чињеници да је 57% Руса који живе у земљи рођено у Украјини; велики степен очуваности националних обреда, обичаја и уопште руска духовна култура, приврженост једној верској конфесији - Руској православној цркви (Московска патријаршија). Они не теже сепаратизму, верују у демократске трансформације, задржавају посебан менталитет и специфичан друштвени карактер.
Како истиче други истраживач НИУРО, доктор филозофских наука Олег Лановенко, националистички оријентисани део украјинског друштва има негативан став према суграђанима који говоре руски језик .
Становништво Украјине које говори руски језик, језички противници доживљавају као неку врсту пете колоне, спремну у сваком тренутку да допринесе обнављању стања ствари које постоји више од три стотине година. Укључујући не само етничке Руси, већ и целокупно становништво Украјине које говори руски).
Француски истраживач Доминик Арел  сматра да је јака „биетничка структура“ својствена југоисточној Украјини. То није створило нову националност, већ идентитет који укључује везаност за украјинску националност, употребу руског језика, као и осећај заједничке судбине са руским светом, који се не претвара у жељу да се постане део руске државе. Грађани који говоре руски настоје да не буду „објекти ренационализације, већ људи којима се признаје право на своју верзију украјинског идентитета“ и, према мишљењу Арела, признање руског језика као државног или регионалног дало би им „потврду да у украјинској политици значе исто колико и грађани који говоре украјински из центра и са запада“.

Супротно мишљење је да заједница руског говорног подручја у Украјини није монолитна, то потврђују анкете међу становницима Кијева, који су по изборном понашању слични другим регионима централне Украјине и по овоме може се разликовати од југоисточне Украјине. Дакле, анкета међу Кијевљанима, коју је 2001. године спровео центар „Јавна иницијатива“, показала је да :
Категорија Кијеваца који говоре руски није монолитна у свом односу према украјинском језику. Условно се може поделити на два дела: један део, до 30% - су фундаментални противници украјинизације. Док други део, око 50-55%, иако говоре руски, углавном имају позитиван став према оживљавању украјински језик.

### Политичка борба око руског језика у Украјини
Проблем статуса руског језика је више пута коришћен као једно од оруђа политичке борбе – његова улога је била посебно велика у председничким кампањама 1994. и 2004. године Један број политичара је током предизборних кампања давао разна обећања у вези са давањем државног статуса руском језику. Питање статуса руског језика је такође акутно у низу региона, где су локалне власти одлучиле да руском језику дају „званични статус“ у свом региону.
Различите политичке снаге такође имају различите ставове о природи мера подршке украјинском језику у Украјини (због смањења руског), што је такође повезано са изборним расположењем. На пример, у оним регионима где руски језик користи више од 90 одсто становништва, постоји снажно противљење оним политичким снагама чије акције имају за циљ обнављање украјинског говорног подручја.

### Сужавање сфере функционисања руског језика
У данашње време се у Украјини, у складу са кампањом за очување украјинског језика, обуставља образовање, телевизијско и радио емитовање на руском језику, а усвајају се одлуке државних и локалних власти које имају за циљ ограничавање обима употребе руског језика. Ове мере становништво Украјине доживљава двојако и често наилази на отпор у регионима руског говорног подручја .
У социолошкој студији Галупа о ставовима према руском језику у постсовјетским државама, 83% становништва Украјине изабрало је руски да попуни упитник приликом спровођења анкете. Институт је овај део студије означио као руски као матерњи језик.

#### Систем предшколског и средњег образовања
| године                 | 1991 | 1996  | 1997  | 1998  | 1999  | 2000  | 2001  | 2002  | 2003  | национални састав према попису из 2001. године | национални састав према попису из 2001. године |
| ---------------------- | ---- | ----- | ----- | ----- | ----- | ----- | ----- | ----- | ----- | ---------------------------------------------- | ---------------------------------------------- |
| настава на украјинском | 45%  | 60%   | 62,7% | 65%   | 67,5% | 70,3% | 72,5% | 73,8% | 75,1% | Украјинци                                      | 77,8%                                          |
| настава на руском      | 54%  | 39,2% | 36,5% | 34,4% | 31,8% | 28,9% | 26,6% | 25,3% | 23,9% | Руси                                           | 17,3%                                          |

- У школској 1989-1990. у Украјинској ССР је било 4.633 школе у којима је руски био једини наставни језик, али од 1990. године број школа са руским језиком смањен је за 3.000. у корист украјинских и мешовитих школа.
- У Кијеву, од 324 средње школе до 2007. године, у 7 школа настава се одвија искључиво на руском језику, док их је 1990. године било 155. У 17 школа настава се одвија на руском језику; поред тога, руски језик у главном граду Украјине изучава (као посебан предмет или факултативно) 45,3 хиљаде школараца, односно 18% од укупног броја ученика у украјинским школама у Кијеву [110] . Према речима заменика градоначелника Кијева В. Журавски, „Нажалост, део млађе генерације комуницира на руском језику, док већина њих не може правилно да пише, јер се предмет не предаје увек у школама“ [111] .
- У 16 западних и централних региона Украјине постоји 26 руских школа, што је 0,2% од њиховог укупног броја у региону [112].
  - У Тернопољској, Ровенској и Кијевској области, где живи више од 170 хиљада људи који говоре руски (према попису из 2001. године), не постоји ниједна школа са руским језиком у настави [113].
  - У Ровну су 1996. године затворене све руске школе, уместо којих је формирано неколико одељења са руским језиком. Градско одељење за просвету је одбило да апели грађана да се отворе школе са руским наставним језиком, наводећи мали број ученика и недостатак средстава за одржавање школе.
- Број школа са руским наставним језиком такође опада у источним и јужним регионима Украјине, приближавајући се броју Руса по националности у сваком од региона.
  - У Одеси је већ 1998. године било само 46 (32%) са руским наставним језиком, упркос чињеници да становници града који говоре руски чине 73%. 2003. године, већ у 58 одеских школа, обустављен је упис ученика у одељења руског језика, не узимајући у обзир мишљење родитеља [114][115].
- Све украјинске школе предају руску књижевност, као значајан део стране књижевности, на наставном језику. У школама руског говорног подручја он чини основу интегрисаног курса књижевности (руске и стране) [116].
- Руски језик није обавезан предмет у школама, али се ипак учи у ⅔ украјинских школа [117].

У 2017. години у Украјини је постојала 581 школа са руским наставним језиком . У септембру 2017. председник Украјине ошенко је потписао закон којим се предвиђају промене у области наставе на језицима националних мањина у школама :
- Престанак наставе у школама на језицима националних мањина. Од 2018. године - од 5. разреда и старијих, до 2020. године - потпуно;
- Од 2018. године обустављено је издавање уџбеника на руском језику;
- Дозвољено је стварање одвојених одељења са наставом на језицима "аутохтоних народа Украјине" - Кримчака, Кримских Татара и Караита;
- У школама је дозвољена настава једног или више предмета на језицима Европске уније.

Дакле, закон предвиђа обуставу часова на руском језику у украјинским школама до 2020. године и престанак издавања уџбеника на руском језику од 2018. године.
Од јануара 2018. године, не рачунајући Крим и територије Доњецке и Луганске области које нису под контролом Украјине, само 7% ученика (622 школе, 277.512 деце) учи у школама са руским наставним језиком .
Територијални распоред школа и одељења са руским наставним језиком од јануара 2018.
- Одеска област - 107 школа (од 819) са 49.188 ученика (од 247.958);
- Харковска област – 107 школа (од 744) са 46.927 ученика (од 232.123);
- Дњепропетровска област – 100 школа (од 910) са 55.589 ученика (од 316.379);
- Доњецка област (контролисани део) - 100 школа (од 539) са 45.079 ученика (од 155.509);
- Запорошка област – 81 школа (од 556) са 35.616 ученика (од 160.080);
- Луганска област (контролисани део) - 53 (од 292) са 14.613 ученика (од 52.953);
- Херсонска област - 26 школа (од 435) са 13.381 учеником (од 106.043);
- Николајевска област - 16 школа (од 512) са 8.178 ученика (од 110.923);
- Сумска област - 10 школа (од 468) са 1.101 учеником (од 93.316);
- Кировоградска област - 5 школа (од 340) са 1.009 ученика (од 91.964);
- Лавовска област - 4 школе (од 1245) са 2309 ученика (од 266 384);
- Черкаска област - 3 школе (од 599) са 1432 ученика (од 111 866);
- Закарпатска област - 3 школе (од 658) са 1268 ученика (од 158 921);
- Полтавска област - 2 школе (од 632) са 1214 ученика (од 130.006);
- Черниговска област - 2 школе (од 531) са 447 ученика (од 93.243);
- Цхернивтси регион - 1 школа (од 418) са 128 ученика (од 99.592);
- Ивано-Франковска област - 1 школа (од 703) са 26 ученика (од 149.751);
- Тернопољска област - 1 школа (од 760) са 7 ученика (од 106.738);
- У Виничкој, Волинској, Житомирској, Кијевској, Ровенској, Хмељничкој области и у граду Кијеву не постоје школе и одељења са наставом на руском језику [120] .

Од 15.842 школе које активно раде у на територији Украјине са 3.859.702 ученика, предаје се на украјинском у 15.080 (3.554.622 уч), на руском у 622 школе (277.512 уч), на румунском у 80 школа (15.398 уч), на мађарском језику (963 уч), на молдавском у 4 школе (1258 уч) и на пољском језику у 3 школе (1269 уч).
Владимир Зеленски је 2020. године потписао указ о укидању студијских програма на руском језику и смањењу броја предмета који се могу изучавати на језику који није државни језик на минимум .

#### Високо образовање и наука
- До 2000. године, проценат студената који су се школовали на руском језику био је мањи од удела грађана који су руски сматрали матерњим језиком. Укупно, на почетку школске 2000/2001. године, било је 116.196 студената (или 22%) у високошколским установама Украјине, који су се школовали на руском језику. У Дњепропетровској области је 9771 студент студирао на руском језику (26,4%); у Доњецкој области - 38.712 људи (75,7%); у Луганску - 14.155 људи (56,6%); у Одеској области - 11.530 (41,8%); у Харкову - 9727 људи (31,2%). Само на Криму и у Севастопољу образовање у високошколским установама одвијало се само на руском језику [122] .
- У школској 2000/2001. години 371.873 студента (26,5%) стекло је образовање на руском језику у високошколским установама. У Дњепропетровској области - 40.594 људи (37,9%); у Доњецкој области - 92.970 људи или (77,2%); у Запорошкој области - 15.280 (29,7%); у Луганској области - 38.972 (74,5%); у Харковској области - 60.208 људи (34,1%); у Херсонској области - 9995 (39,6%) [122] .
- Одбор за науку и образовање Врховне раде Украјине је 2005. препоручио да се матурантима школа на руском језику забрани полагање универзитетских испита на руском[123] .
- У оним високошколским установама Украјине где се нека предавања одржавају на руском језику, уобичајена је пракса да се наставници који говоре руски плаћају по нижим тарифама [124] .
- До школске 2002-2003. године у Луганској области (где је руско говорно становништво апсолутна већина), настава на регионалном Луганском педагошком институту је преведена на украјински, а руски је почео да се предаје као страни језик.
- Према чл. 15 одобреном Резолуцијом Кабинета министара Украјине „Процедура за доделу академских степена“, апстракти дисертација треба да буду написани само на државном (то јест, украјинском) језику. Саме дисертације могу бити написане и на руском и на украјинском језику. Седница посебног већа на којој се теза брани „води се на државном језику“, иако „језик одбране тезе“ може бити другачији по договору са подносиоцем [125].

#### Телевизијско и радио емитовање, дистрибуција филмова
- Дана 19. априла 2004. Национални савет Украјине за ТВ и радио-дифузију, тело надлежно за лиценцирање медија, престало је да региструје масовне медије на недржавном језику. Изузетак је направљен за канале који емитују програм на територији густо насељеној националним мањинама - квота недржавних језика за њих може бити 50% [126]. Програми и филмови на руском језику и даље се емитују, али морају бити праћени украјинским титловима.
- Министарство културе и туризма Украјине је 22. јануара 2007. потписало меморандум са дистрибутерима и филмским демонстрантима, према којем су се компаније обавезале да ће синхронизовати, преснимати или титловати стране филмске копије на украјинском језику како би довели удео синхронизованих филмова. за децу до 100% до краја 2007.[127] У јуну 2007, неколико Генералних директората Савета Европе (правна питања, људска права и образовање, култура и културно наслеђе) суштински је осудило „неодољиву жељу да се ограничи употреба језика у области кућног видеа“ [128].
- Председник Порошенко је 6. јула 2016. године потписао закон, према коме се уводе и постепено повећавају обавезни удели програма и песама на украјинском језику у радио-емитовању [129]. Порошенко је 7. јуна 2017. потписао сличан закон о квотама за ТВ емитовање [130].

#### Остале области функционисања језика
- Уставни суд је 28. фебруара 2007. на седници забранио Сергеју Матвијенкову, посланику Врховне раде из СПУ, да говори на руском језику [131] .
- У децембру 2011. Кијевски окружни управни суд није забранио употребу руског језика у Врховној ради [46].
- Руским писцима, за разлику од писаца који говоре украјински, не пружа се подршка државе и, према неким извештајима, писци који говоре руски су дискриминисани када буду примљени у Савез писаца Украјине [132]. Године 1999. П. Баулин је избачен из Савеза писаца због својих говора подршке руском језику у Украјини. Председник Уније књижевника Ју. Мушкетик је ову одлуку објаснио на следећи начин: „Унија писаца има своја специфична правила“ [133]. Данас су писци који пишу на руском језику уједињени у Удружење руских и руско говорећих писаца Украјине и Јужноруски савез писаца.
- Припадници националистичких покрета протестују против концерата извођача који говоре руски. Да учествују на омладинском рок фестивалу „ Мазепа-фест ” ( Полтава) такође не дозвољавају музичарима који певају на руском језику [134] .
- Године 2005. смањена је могућност употребе руског језика у правним поступцима [135] . Према Законику о парничном поступку и Законику о управном поступку, који су ступили на снагу 1. септембра 2005. године, сви правни поступци морају се одвијати на украјинском језику, а они који га не говоре дужни су да плате услуге тумач [135] . Ове одредбе су у супротности са уставом и важећим законом о језицима у Украјинској ССР [135] .
- Планирано је да се сва медицинска документација, информације о лековима, рецепти преведу само на украјински и латински језик [136] .
- Табле на руском (и језицима осим украјинског) забрањене су у бројним градовима западне Украјине, а за кршење забране може бити изречена новчана казна [137] .
- Министар за инфраструктуру Владимир Омељан је 2016. године изјавио да аеродроми [138] и железнице [139] земље треба да престану да користе руски језик у пружању информација.

#### Јавно мњење
Студија коју је 1998. године спровео Кијевски центар за политичке студије и сукобе постављала је питања како би се утврдило колико су језичке и културне потребе становништва задовољене. Они који су у анкети изабрали украјински или руски упитани су колико су задовољни могућношћу да користе свој језик ван круга породице и пријатеља. На неки начин, 68,7% оних који говоре руски је задовољно могућностима; 6% је незадовољно. Такође, огромна већина (84%) се изјаснила за једно или друго повећање статуса руског језика, укључујући око половине (48,6%) – за статус другог државног или службеног у целој Украјини.
По резултатима општенационалне социолошке анкете (у којој су заступљени грађани руског говорног подручја), коју је у фебруару 2000. спровео Центар Разумков, 36,8% испитаника сматра да су културне и језичке потребе становништва које говори руски језик делимично задовољене, 7,6% - да су „незадовољни“, 44,4% испитаника верује да су националне и културне потребе руског говорног становништва у Украјини у потпуности задовољене.
По студији из 2005. године, 47,4% грађана Украјине се изјаснило за учење руског језика у школама у истој мери као и украјинског, а 28% је за учење руског језика у већој мери него страних језика, 19,9% се огласило за не више обима од страних језика .
По студији КИИС-а из 2005. године, 46% грађана се противи синхронизацији и титловању модерних руских филмова на украјинском, 32% је за титловање али без синхронизације, а 13% је и за синхронизацију и титловање . Студија Института Горшенин из 2007. године показала је да само 9,87% испитаника подржава законску забрану емитовања телевизије на руском језику, а 2,77% подржава забрану емитовања руских ТВ канала .

## Инфраструктура
Према званичним подацима, 2003. године у Украјини, готово искључиво у њеним јужним и источним регионима, постојале су 1732 руске школе, а укупан број ученика који су студирали на руском језику износио је 804,3 хиљаде људи. У 16.937 школа са руским наставним језиком учило је 3944,9 хиљада људи , односно 24,1% свих ученика . Према подацима Министарства просвете, крајем 2006. године у Украјини је радило 1.880 школа са руским средњим образовањем. Поред тога, постојале су 2242 школе са два или више наставних језика, од којих је велика већина, по свему судећи, имала и наставу на руском . У 2010. години, према речима Владимира Полохала, председника Комитета Врховне раде за науку и образовање, било је 1.199 школа са руским наставним језиком и 1.628 двојезичних школа ; Према подацима Министарства просвете и науке, 862,7 хиљада (18,7%) школараца студирало је на руском језику.
У 2003. години, од 16,2 хиљаде масовних медија регистрованих у Украјини, више од 12,9 хиљада је било на руском, а по тиражу, удео штампаних медија на руском језику је још импресивнији . Јавне и образовне библиотеке садрже обиман фонд књига на руском језику (по званичним подацима, 2000. године библиотечки фонд у Украјини се састојао од 60% руских књига ), већина књижара има широк избор књига на руском језику, два књ. часописа – „Дуга“ (Кијев) и „Севастопољ“. Према званичним подацима, у октобру 2003. године, 82% веб-сајтова украјинског дела интернета било је на руском језику, 14% на украјинском, а 4% на двојезичном .
У Украјини не постоје украјински ТВ канали који приказују програм само на руском језику. Емитовање вести, програма и филмова на руском језику доступно је на неколико канала (најпре на Интер каналу) и на највећем регионалном каналу који је достигао свеукрајински ниво, ТРК Украјина (Доњецк). Програми и серије снимају се на руском, а бјављено је и неколико филмова. Делимично емитовање на руском језику доступно је на неким локалним ТВ каналима у јужним и источним регионима. До 1998. године руски ТВ канали РТР, ОРТ, НТВ, ТВЦ итд. почели су да се изнова емитују на кабловским мрежама. Уочи избора 2002. године обустављено је емитовање домаћих руских верзија канала, што је замењено приказивањем међународних верзија истих програма.
Неке ФМ радио станице емитују програме на руском језику. „Руски радио Украјина“, који емитује музику извођача који певају на руском и програме водитеља који говоре руски, водећа је радио мрежа у Украјини, заступљена је у 34 града Украјине .
Од 2006. у Харковској  и Доњецкој области  6. јуна (Пушкина) обележава се као Дан руског језика.
Највећи центри руских студија су Доњецки национални универзитет, Харковски национални универзитет. ИН. Каразин, Днепропетровск национални универзитет, Одеса национални универзитет И. И. Мечников, Национални универзитет Тауриде, Кијевски национални универзитет. Т. Шевченко, Черкаски педагошки универзитет. Б. Хмељницки .

### Друштвене организације које раде на развоју руског језика у Украјини
- Украјинско удружење наставника руског језика и књижевности (УАПРИАЛ) УАПРИАЛ, колективни члан Међународног удружења наставника руског језика и књижевности (МАПРИАЛ) МАПРИАЛ;
- Свеукрајинска јавна организација „Јавни покрет за људска права „Рускофонска Украјина“;
- Свеукрајинска јавна научна организација „ Украјинска академија руских студија“;
- Свеукрајинска јавна организација " Национално-културни стваралачки савез руских новинара и писаца ";
- Свеукрајинска јавно-педагошка организација " Руска школа ";
- Украјинско удружење наставника руског језика и књижевности;
- Фондација за подршку руској култури у Украјини (Руска фондација).

## Руски језик и руско-украјински односи
Руску подршку руском језику у Украјини велики број украјинских личности доживљава као мешање у унутрашње ствари Украјине. Нпр, апел Државне думе није наишао на подршку председника Украјине Л. Кучма, који се изјаснио о немогућности да се руском језику да статус државног. „Главни језик у Украјини био је, јесте и биће украјински језик“, нагласио је. У исто време Кучма је уверавао да Кијев „чини све могуће за нормалано развијање руског језика у оквиру програма подршке култури националних мањина“ и обећао да се грађани који говоре руски у Украјини никада неће осећати повређеним било каква права .
Последњих деценија министарства спољних послова две државе разменила су оштре коментаре о статусу руског језика у Украјини .
Почетком јесени 2006. године Министарство спољних послова Русије дало је коментар да Москва више не намерава да игнорише дискриминацију руског језика у Украјини. Прогонитељи руског језика у Украјини морају да схвате да је двојезичност у Украјини историјски утврђена појава, па је искорењивање руског језика таквим методама контрапродуктивно“ . Министарство спољних послова Украјине је, у одговору на коментар захтевало да руско руководство „престане да игра на језичку карту“ као методу утицаја на унутрашњу политичку ситуацију у Украјини и да поштује законе Украјине, како то предвиђа међународна пракса. У Кијеву су руске оптужбе за дискриминацију руског језика у Украјини и „насилно измештање руског језика из различитих сфера грађанског живота“ од стране централних и локалних власти сматране неоснованим .

У вези са одлуком Уставног суда Украјине о обавезном умножавању свих филмова инсотране продукције, руско Министарство спољних послова је 9. јануара 2008. објавило коментар у којем је изразило забринутост због неспремности Украјине да испуни своје међународне обавезе. Украјинско министарство спољних послова објавило је саопштење у којем је оптужило руску страну да заоштрава језичко питање у Украјини. Између осталог, Министарство спољних послова Украјине „још једном скреће пажњу на то да је предмет Повеље заштита угрожених језика, а не језичка права националних мањина (укључујући руски)“ . Ова изјава је садржана у званичном извештају Украјине о примени Европске повеље, где се на 2. страни каже:
Циљ ове Повеље је заштита језика којима прети изумирање као етнокултурног феномена, а не језичка права националних мањина које живе у појединим регионима државе.
Према ауторима алтернативног извештаја о примени Повеље, ова изјава је „последица непознавања текста Повеље од стране украјинских званичника или његовог намерног искривљавања“ . Одредба, према ауторима алтернативног извештаја, „захтева хитну ревизију“. У алтернативном извештају се такође наводи :
Ова изјава није ни у слову ни духу Повеље (стручњаци су на то обратили посебну пажњу, укључујући Филипа Блера, директора за локалну и регионалну демократију Савета Европе, говорећи у Кијеву на семинару организованом њима о Повељи за представнике јавних организација 16-17.10.2003. године).

## Лингвистичке особености руског језика у Украјини
Историјски гледано, део становништва јужне и источне Украјине карактерисала је двојезичност, односно становништво је подједнако разумело руски и украјински језик, а позајмљивања са једног језика на други одвијала су се неприметно, а да се не перципирају као туђи, страни језици.
Специфичност медија на руском језику у Украјини је употреба украјинизама (и лексичких и синтаксичких), украјинских изјава и назива (укључујући и називе предузећа у украјинском правопису) . Украинизме често користе и руски писци који живе у Украјини  . Приликом превођења законских аката на руски језик, у употребу су уведени и украјинизми Рада (уместо Совет, срп. Савет) и городской голова (срп. градоначелник) (уместо мэр или градоначальник).
За прости народни руски језик Украјине, у фонетици је типична замена књижевног праскавог звука [г] јужноруским фрикативом [γ], може доћи до замене руског непарног меког [х] украјинским непарним тврдим, нпр. заменица „шта“ се изговара као „шо“ .
Нека уобичајена одступања од норми руског језика имају дугу историју. Новине „Кијевски телеграф” 1854. забележиле су посебности говора неких Кијевљана .

### Руски језик међу кримским Татарима
Већина кримских Татара који живе на Криму сматрају кримскотатарски језик својим матерњим језиком, али скоро сви који су рођени уочи и након депортације (1944)  боље говоре и пишу на руском језику. Међу млађим кримским Татарима руски је главни језик комуникације. Руски језик међу кримским Татарима има фонетске, интонационе и лексичке разлике повезане са утицајем кримских Татара. Ове разлике се налазе без обзира на степен образовања, али су ређе код представника млађих генерација .

### Суржик
Широм Украјине, како у градским, а посебно у сеоским срединама, чест је и суржик , што је заправо мешовити украјинско-руски говор заснован на украјинским дијалектима, са великим утицајем руског речника и мањим утицајем руског језика у граматици. Многобројни рани писани споменици суржика датирају из 18. века  и потичу из левообалне Украјине, региона где је суржик најчешћи у модерно доба.
Према КМИ -у, 11-18% укупног становништва Украјине комуницира на суржику: од 2,5% у западној Украјини до максимално 21% у Полтавској, Сумској и Черниговској области; у јужним и источним регионима број оних који говоре суржик премашује проценат становништва који говори украјински (на југу 12,4% говори суржик, 5,2% украјински, 9,6% користи суржик на истоку Украјине и 3,7% % користе украјински) . Становништво које говори суржик током социолошких истраживања се обично бележило као украјински, а пописи становништва не бележе суржик као разговорни језик.

### Узајамни утицај руског и украјинског језика
Формирање савременог књижевног руског и украјинског језика током 17-19. века одвијало се у условима међусобног утицаја, а у 17. веку је украјински утицај имао одлучујући карактер. Црквенословенски језик руске редакције, који је до почетка 18. века служио као службени и књижевни језик у руској држави, од времена Никонове црквене реформе, развијао се са превлашћу кијевске традиције, који је заменио московску. Касније је посредством кијевске књижевне и писане традиције великоруски језик обогаћен великим бројем позајмљеница, као што су латинизми, полонизми и речником западноевропског (махом германског) порекла .
У периоду између 18. и 20. века процеси позајмљивања лексике са руског језика на украјински су се манифестовали интензивније. Почетак такве асиметрије поставиле су реформе Петра Првог које су започеле процес истискивања украјинског језика из званичне пословне сфере и књижевности . Савремени стандарди украјинског језика, на пример, разликују се од језика пре Октобарске револуције, у коме је приметно успостављање сличности руском говору. Русизми су намерно користили неки писци (нпр. Григориј Сковорода и писац руског порекла Никола Хвиљов) , користе се у медијима на украјинском језику, као и у савременом свакодневном говору украјинског говорног становништва, употреба русизама је распрострањена у свим регионима. У говору етничких Украјинаца постоје и руске инклузије: цитати из филмова, колоквијални клишеи, паразитске речи и фразе .
Мешање руског и украјинског језика имало је утицај на формирање украјинских дијалеката савремених јужних и источних региона (слобожански и степски дијалекти). То се манифестује у лексичким позајмицама, у одсуству прелаза о у и, преласку наглашеног е у ' о, спорадичним акањем, поравнању типа на руки уместо руци, употреби множине две године (два года) уместо два рока.

## Руски писци рођени на територији савремене Украјине
- Владимир Дал, састављач Речника живог великоруског језика, родом из Луганска
- Николај Гогољ, руски класични писац, родом из Полтавске области
- Николај Некрасов, руски песник, класик руске књижевности, родом из града Немирова (Виничка област)
- Владимир Короленко, руски писац, рођен у Житомиру
- Всеволод Гаршин, руски писац, родом из Доњецке области
- Максимилијан Волошин, руски песник, рођен у Кијеву
- Јуриј Олеша, руски писац, рођен у Кропивницком
- Ана Ахматова, руска песникиња, рођена у Одеси
- Исак Бабел, руски писац, драматург, рођен у Одеси .
- Иља Еренбург, руски писац, песник, публициста, новинар, преводилац, јавна личност, рођен у Кијеву
- Иљф и Петров, руски писци-коаутори, рођени су у Одеси
- Николај Островски, совјетски писац, родом из Ровањске области